# 斑蜓蜥
斑蜓蜥（学名：Sphenomorphus maculatus）为石龙子科蜓蜥属的爬行动物。分布于尼泊尔、印度、缅甸、泰国以及中国大陆的云南、西藏等地，一般生活于山坡、耕地、稻田边的深草丛中。其生存的海拔范围为450至1300米。该物种的模式产地在印度阿萨姆。
其种加词“maculatus”意为“有斑点、斑块、斑纹的”。

## 保护
本种于2023年被收录入《有重要生态、科学、社会价值的陆生野生动物名录》。